# Anne-Jules de Noailles
Anne-Jules de Noailles, francoski maršal, * 5. februar 1650, Pariz, † 2. oktober 1708, Versailles.
Največja zmaga, ki jo je dosegel je bila zmaga v Bitki pri reki Ter leta 1694.